# 4-я танковая дивизия (вермахт)

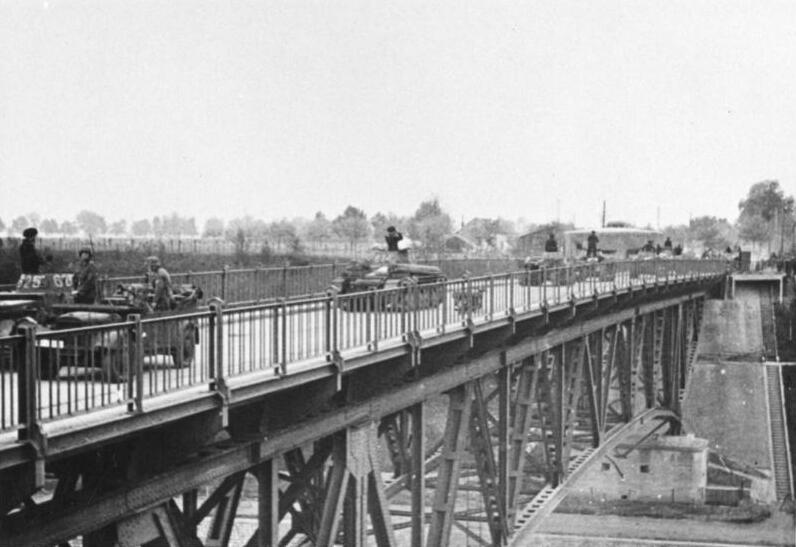
Техника дивизии пересекает мост через канал Альберта, 11 мая 1940 года.

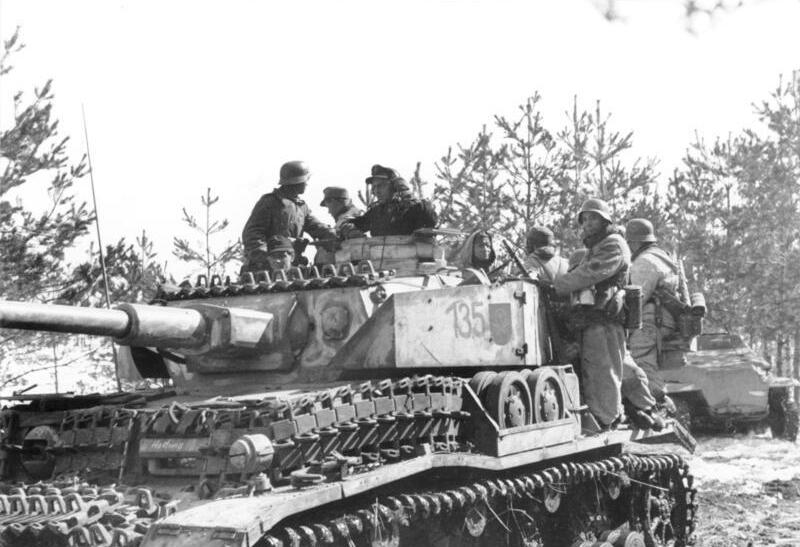
Техника (танк Т-IV, бронетранспортёр) и личный состав 4-й тд в России, 21 марта 1944

4-я танковая дивизия (нем. 4. Panzer-Division) — тактическое соединение сухопутных войск вооружённых сил нацистской Германии. Принимала участие во Второй мировой войне. Известна своими карательными акциями против мирного населения СССР.

## История
4-я танковая дивизия была сформирована 10 ноября 1938 года в Вюрцбурге, после того как 2-я танковая дивизия, располагавшаяся там, была передислоцирована в Вену.
Во время аншлюса и судетского кризиса дивизия находилась рядом с польской границей на случай упреждающего удара со стороны союзников. К началу польской кампании она была одной из шести танковых дивизий в вермахте, оснащена 341-м танком (183 PzKpfw I, 130 PzKpfw II, 12 PzKpfw IV и 16 PzBef). 4-я танковая наступала через Ченстохову в направлении Варшавы в составе 16-го моторизованного корпуса (10-й армии, группа армий «Юг»). Ещё в первые дни дивизия потеряла до 100 танков, подбитых из 37-мм пушек и противотанковых ружей. 8 сентября 4-я танковая дивизия под командованием ген.- лейт. Рейнхарда достигает границ Варшавы. Также большие потери дивизия понесла на улицах Варшавы, где многие танки были сожжены скипидаром.
Перед нападением на Францию 4-я танковая дивизия была расположена в Нидерхейне на Рейне вместе с другими дивизиями 16-го моторизованного корпуса Гёпнера. Наступая через Льеж и Шарлеруа, дивизия достигла Бетюна, где схлестнулась с британским экспедиционным корпусом в битве под Дюнкерком. После запрета входить в Дюнкерк, 4-я танковая дивизия поворачивает на юг и за несколько дней пересекает большую часть Франции, находясь под Греноблем во время заключения перемирия. В ноябре, в рамках реформы танковых войск, из дивизии забрали 36-й танковый полк, который стал основой новой 14-й танковой дивизии, и включили в её состав 34-й мотоциклетный батальон и третий батальон 103-го артиллерийского полка.
В начале 1941 года дивизия была отправлена в Восточную Пруссию, а затем под Брест-Литовск. 
| № части                | Pz I (pio) | Pz II | Pz III (3,7 cm) | Pz III (5 cm) | Pz IV | PzBefWg I | PzBefWg III | Всего |
| ---------------------- | ---------- | ----- | --------------- | ------------- | ----- | --------- | ----------- | ----- |
| 35-й танковый полк     |            | 44    | 31              | 74            | 20    |           | 8           | 177   |
| 79-й саперный батальон | 10         | 7     |                 |               |       |           |             | 17    |
| Прочее                 |            |       |                 |               |       | 18        |             | 18    |
| Всего                  | 10         | 51    | 31              | 74            | 20    | 18        | 8           | 212   |

22 июня дивизия начала наступать в составе 24-го корпуса Швеппенбурга (2-я танковая группа, Группа армий «Центр») на Кобрин, после его взятия повернула для захвата в клещи Минского котла. Далее 4-я танковая дивизия участвовала в битве за Гомель и в окружении войск под Киевом.
Осенью дивизия наступала на Мценск и Тулу, где ей «посчастливилось» встретиться с воинами танковой бригады М. Е. Катукова, которые умелыми и решительными действиями убедительно показали захватчику силу советского оружия.
В ноябре 1941 года на фронт прибыла специальная комиссия с целью изучить новые типы советских танков. В состав комиссии, прибывшей во 2-ю танковую армию, входили известные конструкторы: профессор Порше (фирма «Нибелунген»), инженер Освальд (фирма MAN) и доктор Адерс (фирма «Хеншель»). В расположении 35-го танкового полка 4-й танковой дивизии комиссия провела подробные технические исследования тяжёлых танков КВ-1, КВ-2 и среднего Т-34, вероятно из состава 11 тбр, потерянных 6.10.1941 на шоссе от Орла до Мценска. Результаты, полученные комиссией, способствовали ускорению работ немецких конструкторов.
В декабре наступление советских войск привело к катастрофе для 4-й танковой дивизии, которая потеряла почти все танки. Замерзшие и побитые невесело встречали новый 1942-й год солдаты 4-й танковой дивизии Вермахта. Весь 1942 год дивизия провела в оборонительных боях в Орловской области. В марте 1943 года участвовала в операции "Бюффель". Во время операции "Бюффель" совершала карательные акции против мирного населения Ржевского выступа. Затем участвовала в неудачной, для немцев и их союзников, Курской битве. 4-я танковая отступила за Десну и зимой 1943—1944 годов располагалась у Бобруйска. Весной 1944 года её сняли с фронта и отправили в Ковель, так как ожидалось наступление ВС Советского Союза на юге, однако наступление состоялось как раз в Белоруссии. В это время дивизия находилась рядом с Варшавой, у которой противник остановил наступление. Под ударами советских войск 4-я танковая стала отступать в направлении Литвы, где одни её подразделения оказались в Курляндском котле, а другие продолжили отступать на запад вместе с остальными немецкими войсками.

## Командиры
- генерал-майор (генерал-лейтенант с 1 октября 1939) Георг-Ханс Райнхардт (10 ноября 1938 — 10 февраля 1940)
- генерал-майор Людвиг фон Радльмайер (11 февраля 1940 — 5 апреля 1940)
- генерал-лейтенант Иоганн Штевер (6 апреля — 15 мая 1940)
- полковник Ганс фон Бойнебург-Ленгсфельд (15 — 19 мая 1940)
- генерал-лейтенант Иоганн Штевер (19 мая — 23 июля 1940)
- полковник Ганс фон Бойнебург-Ленгсфельд (24 июля — 7 сентября 1940)
- генерал-майор Виллибальд фон Лангерман-Эрленкамп (8 сентября 1940 — 23 декабря 1941)
- генерал-майор Дитрих фон Заукен (24 декабря 1941 — 6 января 1942)
- генерал-майор Хайнрих Эбербах (6 января — 1 марта 1942)
- генерал-лейтенант Отто Хайдкемпер (2 марта — 3 апреля 1942)
- генерал-лейтенант Хайнрих Эбербах (4 апреля — 23 ноября 1942)
- генерал-лейтенант Эрих Шнайдер (24 ноября 1942 — 31 мая 1943)
- генерал-лейтенант Дитрих фон Заукен (31 мая 1943 — 14 января 1944)
- генерал-лейтенант Ханс Юнк (15 января — 5 февраля 1944)
- генерал-лейтенант Дитрих фон Заукен (5 февраля — 20 мая 1944)
- генерал-лейтенант Клеменс Бетцель (20 мая 1944 — 27 марта 1945)
- полковник Эрнст Хоффман (27 марта — 8 мая 1945)

## Организация

### 1938 год
- Управление (штаб)
- 4-я танковая бригада
  - 35-й танковый полк (Panzer-Regiment 35)
  - 36-й танковый полк (Panzer-Regiment 36)
- 4-я стрелковая бригада
  - 12-й стрелковый полк (Schützen-Regiment 12)
  - с 1940 года 33-й стрелковый полк (Schützen-Regiment 33)
- с 1940 года 34-й мотоциклетный батальон (Kradschützen-Bataillon 34)
- 103-й артиллерийский полк (Artillerie-Regiment 103)
- 7-й разведывательный батальон
- 79-й инженерный батальон (Pionier-Bataillon 79)
- 79-й батальон связи (Nachrichten-Abteilung 79)
- 84-й батальон снабжения (Nachschubtruppen 84)

### 1943 год
- Управление (штаб)
- 35-й танковый полк
- 12-й механизированный полк (Panzer-Grenadier-Regiment 12)
- 33-й механизированный полк (Panzer-Grenadier-Regiment 33)
- 103-й самоходный артиллерийский батальон (Panzer-Artillerie-Regiment 103)
- 290-й дивизион ПВО (Heeres-Flak-Artillerie-Abteilung 290)
- 49-й противотанковый дивизион (Panzerjäger-Abteilung 49)
- 4-й разведывательный батальон (Panzer-Aufklärungs-Abteilung 4)
- 79-й инженерный батальон (Panzer-Pionier-Bataillon 79)
- 79-й батальон связи (Panzer-Nachrichten-Abteilung 79)
- 103-й резервный батальон (Feldersatz-Bataillon 103)
- 84-й батальон снабжения (Panzer-Versorgungstruppen 84)

## Награждённые Рыцарским крестом Железного креста
4-я танковая дивизия занимает первое место в вермахте по количеству награждений Рыцарским крестом.

### Рыцарский Крест Железного креста (73)
- Георг-Ганс Рейнгардт, 27.10.1939 — генерал-лейтенант, командир 4-й танковой дивизии
- Герман Брайт, 03.06.1940 — полковник, командир 5-й танковой бригады
- Хайнрих Эбербах, 04.07.1940 — оберстлейтенант, командир 35-го танкового полка
- Ганс райхсфрайхерр фон Бойнебург-Ленгсфельд, 19.07.1940 — полковник, командир 4-й стрелковой бригады
- Густав Фен, 05.08.1940 — полковник, командир 33-го стрелкового полка
- Эрнст-Вильгельм Хоффманн, 04.09.1940 — майор, командир 1-го батальона 12-го стрелкового полка
- Мартин Пюшель, 08.08.1941 — майор, командир 2-го батальона 33-го стрелкового полка
- Эрдманн Габриэль, 30.08.1941 — обер-фельдфебель, командир взвода 2-го батальона 35-го танкового полка
- Ганс-Детлофф фон Коссель, 08.09.1941 — обер-лейтенант, командир 1-й роты 35-го танкового полка
- Майнрад фон Лаухерт, 08.09.1941 — майор, командир 1-го батальона 35-го танкового полка
- Хайнц-Юрген Иссбрюкер, 12.09.1941 — обер-лейтенант, командир 3-й роты 7-го разведывательного батальона
- Вернер Роде, 17.09.1941 — обер-лейтенант, командир 2-й роты 34-го мотоциклетного батальона
- Рихард Лаукат, 18.10.1941 — майор, командир 2-го дивизиона 103-го артиллерийского полка
- Фриц Фессманн, 27.10.1941 — лейтенант резерва, командир взвода 1-й роты 7-го разведывательного батальона
- Ганс Лиммер, 27.10.1941 — обер-фельдфебель, командир разведывательного подразделения 1-й роты 7-го разведывательного батальона
- Дитрих фон Заукен, 06.01.1942 — генерал-майор, командующий 4-й танковой дивизией
- Артур Волльшлегер, 12.01.1942 — обер-лейтенант, командир 2-й роты 35-го танкового полка
- Смило фрайхерр фон Люттвиц, 14.01.1942 — полковник, командир 12-го стрелкового полка
- Айнхарт Мальгут, 11.05.1942 — обер-лейтенант, полковой адъютант 35-го танкового полка
- Ганс-Иоахим Калер, 14.04.1943 — майор, командир 34-го мотоциклетного батальона
- Алоиз Пихулла, 14.04.1943 — ефрейтор, пулеметчик во 2-й роте 33-го моторизованного полка
- Оскар Шауб, 22.04.1943 — обер-лейтенант, командир 1-й роты 12-го моторизованного полка
- Эрих Шнайдер, 05.05.1943 — генерал-майор, командир 4-й танковой дивизии
- Иоганн Раб, 10.06.1943 — обер-лейтенант, командир 1-й роты 79-го сапёрного батальона
- Йозеф Карл, 26.08.1943 — унтер-офицер, командир орудия 2-й батареи 49-го противотанкового артиллерийского дивизиона
- Бернхард Химмельскамп, 13.09.1943 — обер-ефрейтор, наводчик в 4-й роте 35-го танкового полка
- Герхард Кунерт, 16.09.1943 — обер-ефрейтор, командир отделения 6-й роты 33-го моторизованного полка
- Йоханнес Хоппе, 26.10.1943 — оберстлейтенант, командир 12-го моторизованного полка
- Карл Хофер, 26.10.1943 — унтер-офицер, командир взвода 3-й батареи 49-го противотанкового артиллерийского дивизиона
- Вернер Мёллер, 28.11.1943 — капитан, командир 1-го батальона 12-го моторизованного полка
- Ганс-Иоахим Шульц-Меркель, 23.12.1943 — штабсарцт (капитан медицинской службы), батальонный врач 1-го батальона 35-го танкового полка
- Рихард Рихтер, 07.01.1944 — обер-фельдфебель, командир взвода 7-й роты 33-го моторизованного полка
- Йозеф Бегинен, 23.02.1944 — обер-фельдфебель, командир взвода 4-й роты 35-го танкового полка
- Карл-Генрих Гзелль, 23.02.1944 — лейтенант резерва, командир 2-й роты 35-го танкового полка
- Иоахим Нойманн, 23.02.1944 — капитан, командир 1-го дивизиона 103-го танкового артиллерийского полка
- Эдуард Эндер, 23.02.1944 — обер-фельдфебель, командир взвода 1-й батареи 49-го противотанкового артиллерийского дивизиона
- Райнхард Петерс, 29.02.1944 — лейтенант резерва, командир 4-й роты 35-го танкового полка
- Вальтер Зикс, 05.04.1944 — фельдфебель, командир взвода 4-й роты 12-го моторизованного полка
- Генрих Порис, 15.04.1944 — лейтенант резерва, командир взвода 3-й роты 12-го моторизованного полка
- Фриц-Рудольф Шультц, 21.04.1944 — капитан резерва, командир 1-го батальона 35-го танкового полка
- Кристоф Коль, 14.05.1944 — унтер-офицер, командир подразделения 2-й роты 12-го моторизованного полка
- Генрих Тюнеманн, 14.05.1944 — майор, командир 79-го сапёрного батальона
- Иоахим Дизенер, 09.06.1944 — капитан, командир 1-го батальона 33-го моторизованного полка
- Ламберт Лойбль, 09.06.1944 — обер-ефрейтор, наводчик в 1-й роте 33-го моторизованного полка
- Аугуст Хилле, 09.06.1944 — лейтенант резерва, командир 6-й роты 33-го моторизованного полка
- Герлах фон Гаудекер-Цух, 08.08.1944 — оберстлейтенант, командир 33-го моторизованного полка
- Курт Шэфер, 12.08.1944 — капитан, командир 1-го батальона 33-го моторизованного полка
- Рудольф Кендлер, 02.09.1944 — капитан резерва, исполняющий обязанности командира 4-го разведывательного батальона
- Хельмут Тирфельдер, 02.09.1944 — обер-фельдфебель, командир взвода 6-й роты 33-го моторизованного полка
- Эрих Фридрих, 02.09.1944 — обер-фельдфебель, командир подразделения 1-й роты 33-го моторизованного полка
- Клеменс Бетцель, 05.09.1944 — генерал-майор, командир 4-й танковой дивизии
- Альберт Шэфер, 12.09.1944 — обер-ефрейтор, пулеметчик в 1-й роте 33-го моторизованного полка
- Карл Кунцманн, 21.09.1944 — обер-фельдфебель, командир взвода 8-й роты 35-го танкового полка
- Георг Пёнер, 21.09.1944 — унтер-офицер, командир подразделения 6-й роты 33-го моторизованного полка
- Мартин Пост, 21.09.1944 — фельдфебель, командир взвода 6-й роты 12-го моторизованного полка
- Георг райхсфрайхерр фон Гаупп-Бергхаузен, 30.09.1944 — капитан, командир 2-го батальона 12-го моторизованного полка
- Вильгельм Йершке, 07.10.1944 — штабс-ефрейтор, связной 2-й роты 12-го моторизованного полка
- Вальтер Вольф, 16.10.1944 — обер-фельдфебель, командир взвода 4-й роты 35-го танкового полка
- Карл Кюшперт, 16.10.1944 — капитан, командир 1-й роты 35-го танкового полка
- Йозеф Рикерт, 20.10.1944 — обер-ефрейтор, командир отделения 1-й роты 12-го моторизованного полка
- Ингфрид Хинтце, 20.10.1944 — капитан, командир 1-го дивизиона 103-го танкового артиллерийского полка
- Вальтер Гроэ, 22.10.1944 — капитан резерва, командир 1-го батальона 35-го танкового полка
- Иоганн Байхль, 23.10.1944 — обер-фельдфебель, командир взвода 5-й роты 33-го моторизованного полка
- Рюдигер Хертель, 28.10.1944 — капитан, командир 1-го батальона 12-го моторизованного полка
- Герхард Флезиг, 18.11.1944 — фельдфебель, командир взвода штабной роты 12-го моторизованного полка
- Килиан Гёбель, 26.11.1944 — обер-фельдфебель, командир взвода 1-й батареи 49-го противотанкового артиллерийского дивизиона
- Алоиз Вегер, 09.12.1944 — обер-лейтенант резерва, командир 3-й роты 33-го моторизованного полка
- Франц Эртолич, 09.01.1945 — обер-ефрейтор, пулеметчик 6-й роты 12-го моторизованного полка
- Лотар Бойкеманн, 25.01.1945 — майор, командир 79-го сапёрного батальона
- Герман Бикс, 22.03.1945 — обер-фельдфебель, командир взвода 3-й роты 35-го танкового полка
- Герхард Ланге, 28.03.1945 — капитан, командир 2-го батальона 35-го танкового полка
- Хайнц Кнохе, 05.04.1945 — майор, командующий 33-м моторизованным полком
- Карл Герлах, 03.05.1945 — обер-лейтенант, командир 4-й роты 35-го танкового полка

### Рыцарский Крест Железного креста с Дубовыми листьями (10)
- Хайнрих Эбербах (№ 42), 31.12.1941 — полковник, командир 5-й танковой бригады
- Виллибальд фрайхерр фон Лангерманн унд Эрленкамп (№ 75), 17.02.1942 — генерал-майор, командир 4-й танковой дивизии
- Дитрих фон Заукен (№ 281), 22.08.1943 — генерал-лейтенант, командир 4-й танковой дивизии
- Ганс-Детлофф фон Коссель (№ 285), 29.08.1943 — майор, командир 1-го батальона 35-го танкового полка
- Карл Маусс (№ 335), 24.11.1943 — полковник, командир 33-го моторизованного полка
- Йозеф Карл (№ 397), 16.02.1944 — унтер-офицер, командир орудия 2-й батареи 49-го противотанкового артиллерийского дивизиона
- Эрнст-Вильгельм Хоффманн (№ 494), 09.06.1944 — оберстлейтенант, командир 12-го моторизованного полка
- Герхард Кунерт (№ 606), 04.10.1944 — унтер-офицер, командир отделения 6-й роты 33-го моторизованного полка
- Фриц-Рудольф Шультц (№ 636), 28.10.1944 — майор резерва, командующий 35-м танковым полком
- Клеменс Бетцель (№ 774), 11.03.1945 — генерал-лейтенант, командир 4-й танковой дивизии

### Рыцарский Крест Железного креста с Дубовыми листьями и Мечами (1)
- Дитрих фон Заукен (№ 46), 31.01.1944 — генерал-лейтенант, командир 4-й танковой дивизии

## Военные преступления
Во время операции "Бюффель" в 1943 году  4-я танковая дивизия совершила бесчеловечные карательные акции против мирного населения СССР.
Рассказывает  Ханц Вайгель, ефрейтор 4-й танковой дивизии: «… наш патруль задержал старика и 6-летнего мальчика с запасом соли и картошки. Они сказали, что собирались ловить рыбу…  Но думали наверняка что-то иное, доставить продукты партизанам. Мы не стали долго держать их и почти сразу отпустили. На небеса.»